# إدي ريفيرا
إدي ريفيرا (7 يوليو 1970 بنيويورك في الولايات المتحدة - ) (بالإنجليزية: Eddie Rivera)‏ هو لاعب كرة سلة أمريكي في مركز هجوم خلفي. شارك في الألعاب الأولمبية الصيفية 1996.

## وصلات خارجية
- إدي ريفيرا على موقع الاتحاد الدولي لكرة السلة (الإنجليزية)
- إدي ريفيرا على موقع كرة السلة الأوروبية.كوم (الإنجليزية)
- إدي ريفيرا على موقع كلية كرة السلة في سبورتس رفرنس.كوم (الإنجليزية)
- إدي ريفيرا على موقع ريلجم (الإنجليزية)
- إدي ريفيرا على موقع بروبوليرز (الإنجليزية)
- إدي ريفيرا على موقع سبورتس رفرنس (الإنجليزية)
- إدي ريفيرا على موقع أوليمبيديا (الإنجليزية)